# Evi Lanig
Evi Lanig (ur. 24 października 1933 w Bad Hindelang) – niemiecka narciarka alpejska, uczestniczka zimowych igrzysk olimpijskich 1952 rozgrywanych w Oslo.
Jej brat Hans-Peter Lanig był wicemistrzem olimpijskim w 1960 w zjeździe, a mąż Lorenz Nieberl dwukrotnym mistrzem olimpijskim w 1952 w bobslejach.

## Osiągnięcia

### Igrzyska olimpijskie
| Miejsce | Dzień     | Rok  | Miejscowość | Konkurencja   | Czas biegu  | Strata  | Zwyciężczyni         |
| ------- | --------- | ---- | ----------- | ------------- | ----------- | ------- | -------------------- |
| 9.      | 14 lutego | 1952 | Oslo        | Slalom gigant | 1:52.9 min. | +5.9 s. | Andrea Mead-Lawrence |
| 14.     | 17 lutego | 1952 | Oslo        | Zjazd         | 2:15.6 min. | +8.8 s. | Trude Jochum-Beiser  |